# 3107 Weaver
3107 Weaver este un asteroid din centura principală, descoperit pe 5 mai 1981 de Carolyn Shoemaker.